# Avire
Pour l’article homonyme, voir Avire (cratère).
Ne doit pas être confondu avec la ville d'Aviré (France).
Avire est une ville du Vanuatu située dans la province de Torba. Elle a donné son nom au cratère martien éponyme.